# Onuralp Bitim
Onuralp Bitim (Kadıköy, 31 marzo 1999) è un cestista turco.
È il figlio di Mustafa Kemal Bitim.

## Carriera
Con la Turchia ha disputato i Campionati europei del 2022.

## Statistiche

### NBA

#### Regular Season
| Anno      | Squadra       | PG | PT | MP   | TC%  | 3P%  | TL%  | RP  | AP  | PRP | SP  | PP  |
| --------- | ------------- | -- | -- | ---- | ---- | ---- | ---- | --- | --- | --- | --- | --- |
| 2023-2024 | Chicago Bulls | 23 | 1  | 11,7 | 38,1 | 27,3 | 80,0 | 1,4 | 0,6 | 0,1 | 0,1 | 3,5 |
| Carriera  | Carriera      | 23 | 1  | 11,7 | 38,1 | 27,3 | 80,0 | 1,4 | 0,6 | 0,1 | 0,1 | 3,5 |

### Eurolega
| Anno      | Squadra      | PG | PT | MP  | TC%  | 3P% | TL% | RP  | AP  | PRP | SP  | PP  |
| --------- | ------------ | -- | -- | --- | ---- | --- | --- | --- | --- | --- | --- | --- |
| 2017-2018 | Anadolu Efes | 4  | 0  | 8,8 | 60,0 | 100 | 100 | 1,0 | 0,5 | 0,0 | 0,0 | 2,5 |
| Carriera  | Carriera     | 4  | 0  | 8,8 | 60,0 | 100 | 100 | 1,0 | 0,5 | 0,0 | 0,0 | 2,5 |

### Eurocup
| Anno      | Squadra   | PG | PT | MP   | TC%  | 3P%  | TL%  | RP  | AP  | PRP | SP  | PP   |
| --------- | --------- | -- | -- | ---- | ---- | ---- | ---- | --- | --- | --- | --- | ---- |
| 2021-2022 | Bursaspor | 19 | 17 | 29,9 | 45,6 | 32,0 | 71,2 | 4,3 | 2,2 | 0,9 | 0,2 | 12,9 |
| 2022-2023 | Bursaspor | 18 | 17 | 32,1 | 41,9 | 32,2 | 76,1 | 3,8 | 3,2 | 0,8 | 0,3 | 18,1 |
| Carriera  | Carriera  | 37 | 34 | 31,0 | 43,5 | 32,1 | 74,3 | 4,1 | 2,7 | 0,9 | 0,3 | 15,4 |

## Palmarès

### Squadra
- Campionato turco: 1

Anadolu Efes: 2018-2019
- Campionato tedesco: 1

Bayern Monaco: 2024-2025
- Coppa di Turchia: 1

Anadolu Efes: 2018
- Coppa del Presidente: 1

Anadolu Efes: 2018

### Individuale
- All-Eurocup Second Team: 1

Bursaspor: 2022-23